# Prison d'État de l'Utah
Utah State Prison

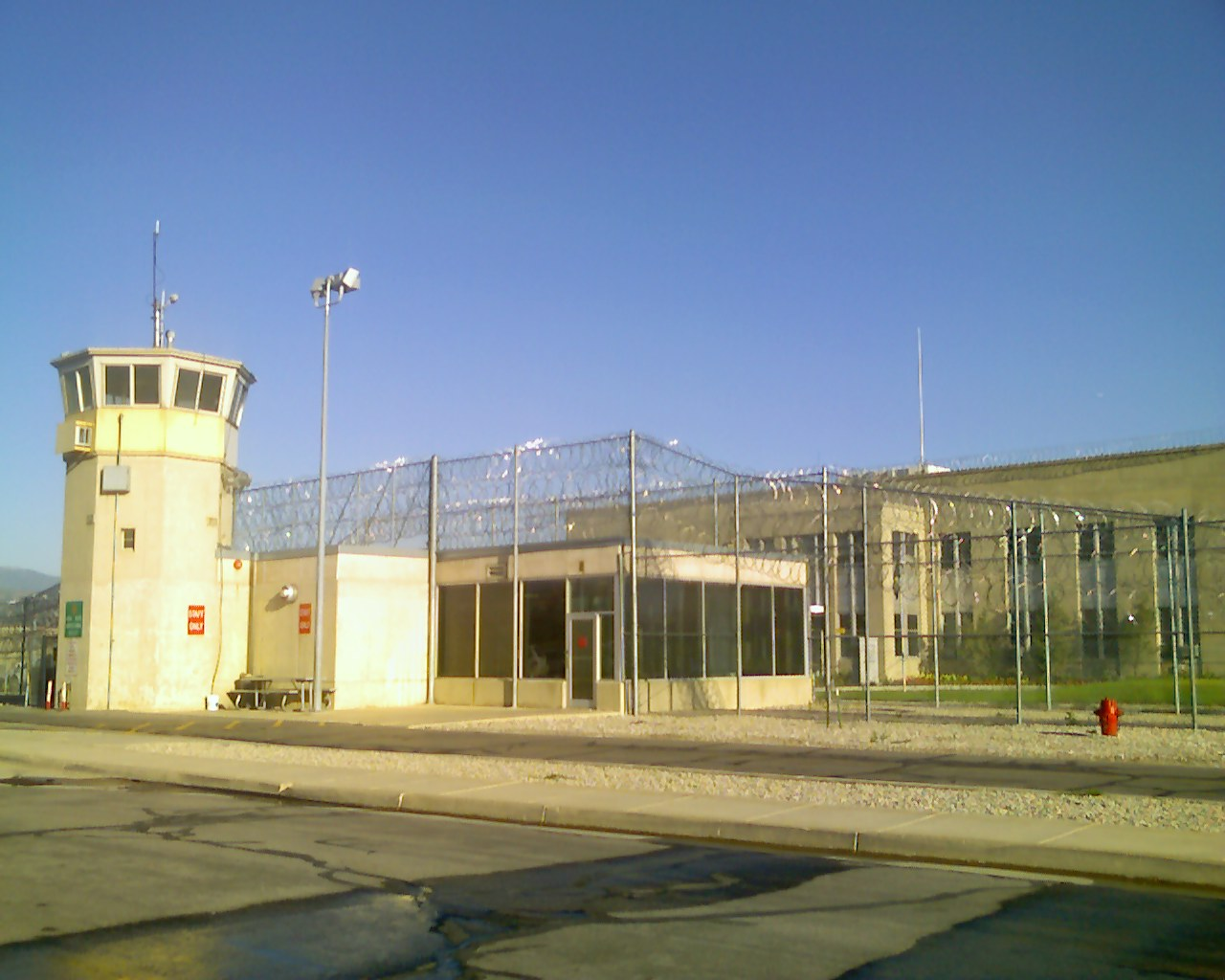
Entrée du bâtiment Wasatch.

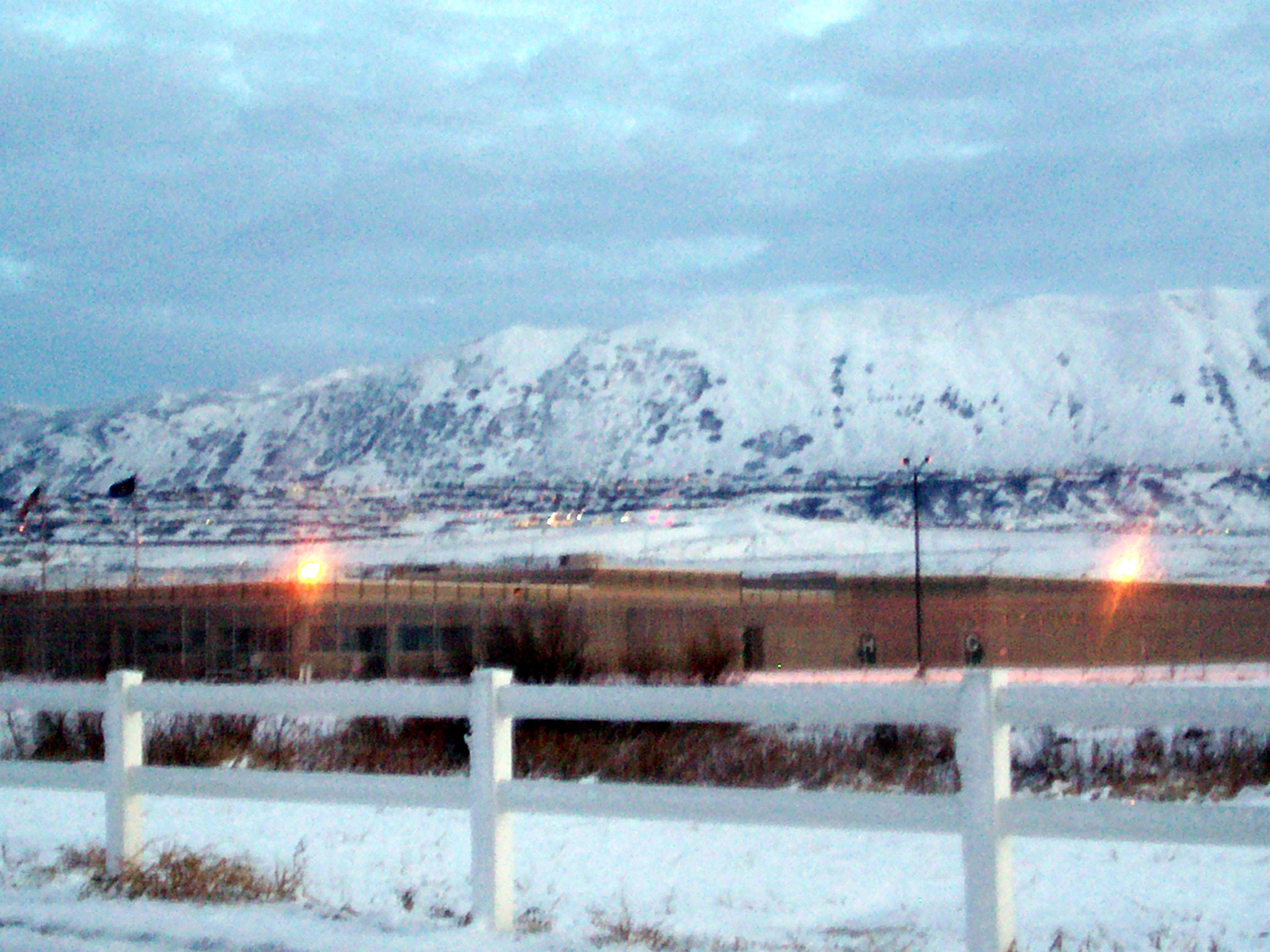
Bâtiment Promontory pour les toxicomanes.

La prison d'État de l'Utah (en anglais : Utah State Prison ou USP) est une ancienne prison américaine située dans la localité de Draper, dans l'Utah, à 20 miles au sud-ouest de Salt Lake City.
L'établissement est l'une des deux prisons administrées par l'Utah Department of Corrections (en). Ouvert en 1951, il ferme définitivement le 15 juillet 2022 pour être remplacé par l'établissement correctionnel d'État de l'Utah (en)[réf. nécessaire].

## Histoire
Cette prison a été construite pour remplacer la prison de Sugar House, fermée en 1951. L'endroit choisi est alors une zone rurale devenue aujourd'hui une banlieue de Salt Lake City. Un épisode du film Les Anges du bonheur y a été tourné en 2001. Une étude a été réalisée en 2005 par Wikstrom Economic & Planning Consultants, Inc., pour déterminer si le déménagement de cette prison serait possible; mais les coûts seraient trop importants. Cependant le 19 août 2015, les élus locaux votent pour déménager l'établissement pénitentiaire à l'ouest de Salt Lake City, ce qui n'a pas encore été effectué.

## Description
Cette grande prison comprend plusieurs bâtiments avec une partie séparée pour les hommes et une partie séparée pour les femmes. Elle a une capacité d'accueillir plus de 4 000 détenus. Le site de Draper se trouve près de Point of the Mountain, le long de la chaîne de Traverse et consiste en plusieurs unités dénommées d'après les montagnes et les chaînes de montagnes alentour. Ces unités sont classées en fonction de leurs normes de sécurité, l'échelon le plus élevé étant catégorisé comme « supermax ». Le bâtiment Uintas abrite une unité de haute sécurité pour les hommes avec une partie classée en « supermax » comprenant la salle d'exécution. Le bâtiment Wasatch et le bâtiment Oquirrhs abritent une unité de sécurité moyenne pour les hommes. Le bâtiment Promontory est une unité de sécurité moyenne à but thérapeutique accueillant des toxicomanes. Le bâtiment Timpanogos accueille les femmes et le bâtiment Olympus accueille les détenus atteints de maladies psychiatriques. le bâtiment Lone Peak est une unité de sécurité minimum pour les hommes.
Le bureau d'architectes Scott P. Evans & Associés est à l'origine des cinq bâtiments destinés aux entrants (evaluation facility). Cette même compagnie a reconstruit les toits et a consolidé le bâtiment SSD en cas de secousses sismiques.

## Détenus notables
- Ted Bundy, tueur en série, condamné à 15 ans de prison à la prison d'État de l'Utah en 1976, puis extradé au Colorado pour d'autres condamnations de meurtre. Exécuté sur la chaise électrique en 1989.
- Nick Clatterbuck, condamné le 28 février 1984 pour le meurtre de ses parents adoptifs.
- Ronnie Lee Gardner, condamné en 1985 pour meurtres et exécuté par un peloton d'exécution, le 18 juin 2010.
- Gary Gilmore, exécuté par un peloton d'exécution à la prison d'État de l'Utah en 1977[8].
- Thomas Arthur Green, bigame et polygame qui y effectua sa peine et fut libéré en 2007[9].
- Mark Hofmann, condamné pour meurtre et forgerie, transféré à la prison centrale de l'Utah à Gunnison[10].
- Warren Jeffs, président de l'Église fondamentaliste de Jésus-Christ des saints des derniers jours[11]. Condamné à la prison à vie pour crimes sexuels au Texas où il est détenu[12].
- Wanda Barzee, condamnée pour l'enlèvement d'Elizabeth Smart et transférée du centre médical fédéral de Carswell en 2016, relâchée en 2018.
- Troy Kell, condamné pour meurtre après avoir  poignardé un codétenu 67 fois à la prison centrale de l'Utah; condamné à mort, il choisit de se faire exécuter par un peloton d'exécution dans cette prison.
- Barton Kay Kirkham, condamné à mort, il fut le dernier détenu à avoir été exécuté par pendaison dans l'État de l'Utah en 1958[13].
- Nathan Martinez, condamné à mort pour le meurtre en octobre 1994 de sa belle-mère et de sa demi-sœur[14].
- James W. Rodgers, condamné pour meurtre et dernier exécuté aux États-Unis par un peloton d'exécution en 1960, avant le moratoire de facto à l'échelon national à propos de la peine capitale (décision Furman v. Georgia)[15].
- Frances Schreuder, condamnée en 1983 pour le meurtre de son père en 1978 en ayant utilisé son fils Marc.
- Marc Schreuder, fils de la précédente, condamné en 1982 pour meurtre au second degré de son grand-père. Relâché en 1994 après douze ans de détention.
- John Albert Taylor, exécuté par un peloton d'exécution en 1996 pour le viol en 1988 et le meurtre par étranglement d'une fillette de onze ans[16].
- Dale Selby Pierre et William Andrews, dits « les meurtriers à la Hi-Fi »[17],[18],[19].